# Agyasleves
 (juillet 2017).
L'agyasleves ([ˈɒɟɒʃlɛvɛʃ]) ou agyas káposztaleves est une soupe hongroise de Transylvanie faite à partir de chou et de cervelle de porc et relevée au paprika. 